# Đurđevo (Žabalj)
Pour les articles homonymes, voir Đurđevo.
Đurđevo (en serbe cyrillique : Ђурђево ; en ruthène pannonien Дюрдьов) est une localité de Serbie située dans la province autonome de Voïvodine. Elle fait partie de la municipalité de Žabalj dans le district de Bačka méridionale. Au recensement de 2011, elle comptait 5 042 habitants.
Đurđevo est officiellement classé parmi les villages de Serbie.

## Démographie

### Évolution historique de la population
| 1948  | 1953  | 1961  | 1971  | 1981  | 1991  | 2002  | 2011  |
| ----- | ----- | ----- | ----- | ----- | ----- | ----- | ----- |
| 5 008 | 4 819 | 4 669 | 4 531 | 4 668 | 4 517 | 5 137 | 5 042 |

|  |